# Джавахианткари
Джавахианткари (груз. ჯავახიანთკარი) — село в Грузии, в муниципалитете Душети края Мцхета-Мтианети. 

## География
Село расположено в центральной части края, в 3 километрах по прямой к северо-западу от центра муниципалитета Душети. Высота центра — 1080 метров над уровнем моря.

## Население
По данным переписи населения 2014 года, в селе проживало 25 человек.
| Год  | Население | Мужчины | Женщины |
| ---- | --------- | ------- | ------- |
| 2002 | 40        | 21      | 19      |
| 2014 | 25        | 11      | 14      |